# Toma di Balme
La Toma di Balme (toùma in francoprovenzale) è un formaggio italiano, del tipo toma, a base di latte vaccino che su grandi quantità può essere integrato con bassa percentuale di latte ovino o caprino. Viene prodotto in tutti gli alpeggi esistenti nel comune di Balme (TO) tra i quali i più rilevanti sono posti nella zona della Coumba, del vallone Paschiét, del Pian della Mussa, di Pian Ciamarella.
La toma di Balme compare tra i 201 formaggi italiani ancora in produzione riconosciuti da Slow Food.
Le sue forme hanno crosta liscia, sottile, di colore giallo paglierino o giallo oro se fresche; crosta ruvida, spessa, di colore fino al marrone scuro se stagionate.
Hanno pasta compatta, elastica, con occhiatura diffusa e di colore fino al giallo intenso, a seconda della stagionatura. Le forme hanno facce piane, con un diametro di 20 – 40 cm. e uno spessore / peso: 8 – 20 cm / 3 – 11 kg.
La quantità maggiore della produzione riguarda la lavorazione con latte scremato, ma può avvenire anche con latte intero o parzialmente scremato. La tecnica di produzione è quella tipica della produzione in alpeggio. Rimane la stessa quando viene prodotta nel rimanente periodo dell'anno, quando gli animali sono trasferiti nel capoluogo e alimentati con fieno o con la prima erba della primavera.

## Processo di produzione tradizionale
Dopo la mungitura, il latte viene filtrato direttamente versandolo all'interno di grossi paioli di rame stagnati (li péiroeul) o di bacinelle (li bassìn) anch'esse in rame. A seconda della lavorazione che si vorrà fare, lo si lascerà riposare per qualche tempo, di solito 24 ore, oppure lo si utilizzerà immediatamente per fare il formaggio. In questo primo caso, la procedura sarà identica come per la normale produzione, ma invece di avere come materia prima il latte scremato, si avrà il latte intero. Questo sistema, quando non è frutto di una scelta precisa di caseificazione, in quanto non si ritiene di produrre burro o altri derivati,  viene applicato generalmente con l'ultima mungitura prima di un trasferimento verso un altro alpeggio. Questo permette di sfruttare immediatamente tutto il latte a disposizione, non lasciandone altro da lavorare per i giorni successivi. Il formaggio così prodotto (touma dou lait mouss) risulterà più grasso e difficile da conservare, ma sarà anche migliore sotto il profilo organolettico. Non per niente le poche forme prodotte durante la stagione, non vengono di norma messe in vendita ma conservate dal margaro per il consumo proprio e della sua famiglia. La toma più diffusa e che troviamo in commercio è realizzata con latte scremato (lait sfiourà), il giorno successivo alla mungitura, mediante una spannarola in legno (lou cassul da fiù). La panna (la fiù) raccolta con cura e attenzione (cuì la fiù) verrà depositata all'interno di un secchio apposito in rame (la ramina da fiù), dotato di una scanalatura per facilitare il trasferimento nella zangola. Al momento opportuno, di solito al mattino presto o nel primo pomeriggio, il latte verrà trasferito con dei secchielli (sidjilìn) dai paioli all'interno del véilìn fino al locale dove verrà riscaldato, all'interno di un recipiente in rame più grande (la tchaoudèri) appeso ad un trespolo in legno (lou touòrn) mediante una catena (la tchéina). Quando l'operazione sarà terminata,  il latte verrà riscaldato sul fuoco del camino, ricoperto con carta o con un apposito coperchio in legno, che impedisca di farvi cadere delle impurità (li rùngiou) fino ad una temperatura di 37° circa, verificata con un apposito termometro ad immersione, o più di frequente con il tatto, quindi vi verrà aggiunto del caglio (lou préiss), in proporzione alla quantità di latte. Dopo una rimescolata, si lascerà riposare il tutto, fino a quando in superficie non si sarà formato uno spesso strato di cagliata (la caià), fino a manifestarsi sufficientemente consistente alla pressione. Si procederà quindi a frantumarla con uno spino di legno (lou tarìss ) spezzettandola minuziosamente (la touma tchalà). Dopo un'ulteriore attesa, durante la quale la cagliata si depositerà sul fondo del paiolo, il casaro immergerà nel latticello una tela di canapa quadrata (la réirola) e fattala passare al di sotto della cagliata, la estrarrà avendo cura di trattenere i quattro estremi. Con le mani frantumerà ancora i pezzi di cagliata più grandi, impastando poi il tutto con sale grosso. Riavvolgerà quindi la  réirola intorno all'impasto conferendovi una forma cilindrica, quindi la metterà a scolare su un ripiano, di pietra o legno fornito di apposite scanalature di scolo ai lati (la piloira). In qualche caso il fardello viene deposto all'interno di un contenitore bucherellato (la fàsséla) che favorisce la scolatura e conferisce una forma regolare al formaggio.  In questo caso si può caricare sulla sommità della forma un peso  (pietre) che facilita l'espulsione del latticello rimasto. Il siero residuo (la léità), se non utilizzato per fabbricare la ricotta, sarà dato agli animali. Per la fabbricazione della toma, per ogni 10 litri di latte scremato, si otterrà circa un chilo di formaggio alla media stagionatura. A grosse quantità di latte vaccino, si potrà aggiungere anche una modica quantità di latte di capra o pecora. Per andare incontro alle esigenze dei consumatori, si aggiunge talvolta su precisa richiesta, nella fase di lavorazione, del pepe in grani, oppure dei frammenti di peperoncino o dei rametti di timo serpillo (pouérioeul).

## La stagionatura
La forma di toma, una volta lasciata a scolare sulla pilòira, dopo uno - due giorni, verrà liberata dalla tela di canapa che la avvolge e portata nel locale di conservazione, appoggiata su una tavola di legno scanalata (la sàloira). Se il sale non sarà stato messo nell'impasto durante la lavorazione, si metterà del sale grosso da cucina sulla superficie superiore della forma, avendo cura a giorni alterni di girarla e ripetere l'operazione, dopo aver lavato il formaggio con acqua e sale, in modo da favorire la formazione della crosta e la riduzione delle muffe. Le tome saranno così conservate in una cantina semi interrata (la cròta da touma) dove il giusto grado di umidità e di temperatura ne favorirà la corretta maturazione, per un periodo che potrà variare a seconda dei gusti e delle esigenze di mercato. Molto apprezzata è anche la toma  (touma dou lait brusc) che, accidentalmente (a causa di temperature ambientali elevate) o per scelta precisa, viene realizzata con latte leggermente inacidito. Questo formaggio, dopo una lunga maturazione, presenterà una pasta molto compatta e delle venature verdognole, dovute alle muffe formatesi all'interno.
Le forme potranno avere un peso variabile tra i 3 e i 12 chili, una pasta compatta ed elastica di colore giallo più o meno intenso, a seconda della stagionatura, con occhiature diffuse. La crosta sarà liscia, sottile e giallognola nel breve periodo, per divenire ruvida, spessa e di color marrone col prolungarsi della conservazione.

## Zone di produzione
La zona di produzione comprende esclusivamente il territorio del Comune di Balme Piemonte.

## Abbinamenti
La Toma di Balme costituisce l'ingrediente essenziale per la preparazione di due piatti tipici del territorio: la polenta counsa (concia) e il risotto alla balmese.
Per fare risaltare il gusto del formaggio è consigliato accompagnarlo con un vino rosso.